# ホワイト・ラブ (映画)
『ホワイト・ラブ -White Love-』は、1979年製作の日本映画。東宝配給。山口百恵・三浦友和の主演コンビ10作目を記念した作品である。監督は小谷承靖。それを記念して、ストーリーを一般から公募。中川美知子によるものに決定したが、使用したのは映画のタイトルだけで、脚本は監督の小谷と藤田敏八、小林竜雄の3人が、1ヶ月目黒の雅叙園に籠って書いたオリジナル。脚本クレジットは藤田敏八と小林竜雄の2人とされることが多いが、小谷は「パキ（藤田敏八）は朝起きてパラパラと目を通すだけで、一行も書いてない」と述べている。

モモトモコンビとしては前年の『ふりむけば愛』以来となる2度目の日本国外ロケ（スペイン）を敢行した。公開時のキャッチコピーは、「愛は、いつもバラ色に染まりながらいくつもの涙と混ざりあっていつか、白くかわってゆく――」である。
8億6000万円の配給収入を記録、1979年（昭和54年）の邦画配給収入ランキングの第10位となった。

## あらすじ
映画製作現場のスタイリストとして働く忍（百恵）は、仕事の傍らスペイン語を学んでいた。ひょんなことからそのスペイン語学校で、臨時講師として働いていた健（友和）と出会う。2人は意気投合し、恋に落ちる。
忍には美容室を営む母・りつ子（岩崎加根子）とすでに結婚している姉・典子（永島瑛子）がいた。父・圭介（小林桂樹）は既に死んだと知らされて育てられていたが、圭介の友人である山下から、今は圭介はスペインの片田舎・セゴビアで生きていることを聞き、父に会いにスペインに行くためにスペイン語を学んでいた。圭介は年老いて弱気になったのか、日本に帰ってきてみんなと住みたい、と言っている、と山下から聞くものの、日本では会いたくない、自分ひとりで会いに行く、と山下に伝える。一方で、健は一見学生やニート風に見受けられるような身なりをしていたが、元々は外大出の商社のエリートサラリーマンで、スペインのマドリードへ海外赴任をしていたが、商社を辞めて日本に戻ってきていたのだ。ある時、忍は健の部屋で、健と女性が映った写真を目にする。「もう終わったことだ」と説明する健だが、忍の心の中のわだかまりは消えなかった。
そんな時、山下から圭介が危篤であると知らされ、忍は山下とスペインへ発つ。健は忍が出発した後、忍の健への愛情を痛感し、忍を追いかけてスペインへ発った。ところが、マドリードに着いた途端に山下が体調を崩してしまい、忍は足止めを食ってしまう。そんな時、マドリード市内の市場で忍は偶然、健の部屋でみた写真に写っていた女性・多恵子（范文雀）を見かける。多恵子には健と呼ぶ幼子がいた。忍の心は乱れる。そんな中、健は忍より先にセゴビアの圭介の家に到着する。
数日後、全快した山下と忍はようやくセゴビアの実父の家を訪ねる。そこには脳卒中の後遺症に苦しむ父・圭介がいた。その病床には1人の女性の写真が飾られていた。実は父は20年前、その写真の女性と恋に落ち、妻子を捨てて駆け落ちをしていたのだ。その女性は数年前にマジョルカ島で既に亡くなっていた。しかもその女性は父の友人の山下の実の妹であった。当時の様子を語る山下、自分の心情を語り、忍に懺悔する父。弱弱しい父をみているうちに忍は父を許した。
山下は亡き妹を弔うためにマジョルカ島へと向かう。健と忍はマドリードへと戻る。その車内で、多恵子をマドリードでみかけた、と忍は健に話す。自宅を訪れるが多恵子は居なかった。隣人から、多恵子がパンプローナで行われているサンフェルミンの祭りに向かったことを知った2人は、一路サンフェルミンを目指す。その車内で、健は多恵子とのことを忍に話す。多恵子と昔恋人同士であったこと、その多恵子が上司であるマドリード支社長の中村（高橋昌也）に強姦され、挙句に妊娠してしまったこと、を話す。「支社長か健か、どちらの子供かわからないまま生ませることはできない」と健は判断し、堕胎（人工妊娠中絶）が禁じられているスペインからフランス行きの列車に乗り込んだ。その列車の中で突如多恵子は健の目の前から姿を消した。それから２ヶ月間、健は多恵子を懸命に探したが見つからず、失意のうちに会社を辞め、帰国していたのだった。
祭りの最中、健は多恵子を見つける。多恵子は健に姿を消した理由を語り始める。多恵子は子供を産みたかったのだ。しかし健は「俺の子供に賭けてみるから産んでくれ」とは言わなかった。だから産めば別れるしかない、と思ったのだった。多恵子は子供の父親が健であることに賭けたのだが、その子供は健の子供ではなかったのだった。そしてそれに絶望しつつも、子供に「健」という名前をつけることでなんとか今まで生き、そしてその子供を育ててこられたのだ、と告白する。
多恵子の告白を聞き、いたたまれなくなってその場を飛び出す忍。忍を追いかけるよう健に諭す多恵子。ちょうどその時、号砲とともに市内に多数の牛が放たれた。その牛の群れに追いつかれそうになる忍を健はなんとか守った。しかしその時、多恵子は不運な事故で転落死してしまっていた。孤児となった子供を連れて、実の父親であるマドリード支社長のもとへ乗り込んでいく健と忍。多恵子が死んだことを告げ、子供を引き取るように迫るが、支社長の態度は煮え切らない。それを見た忍はその子供を健と2人で育てよう、と決意する。多恵子の野辺の送りを見届けた2人は、多恵子の子供を伴い、帰国の途につくのであった。

## キャスト
- 上村忍（かみむらしのぶ）（スタイリスト・スペイン外語学校の受講生）：山口百恵
- 山野辺健（やまのべけん）（スペイン外語学校の臨時講師）：三浦友和
- 山下洋一郎：北村和夫
- 野川多恵子：范文雀
- 上村圭介（忍の父）：小林桂樹（特別出演）
- 上村律子（忍の母）：岩崎加根子
- 竹内典子（忍の姉）：永島暎子
- 竹内真由美（忍の姉の子）：藤丸由華
- 竹内信夫（忍の姉の夫）：林ゆたか
- ミッキー・安田：岩城滉一
- 柿沼女史：赤座美代子
- 貿易会社中村支社長：高橋昌也
- 梶山（BARブランコのマスター）：田中邦衛（友情出演）
- エレナ：ベルニース・ド・ヤング
- スペイン人の女老教師：エリサ・ワトキンス
- 眼鏡CM撮影スタジオ監督：岸田森
- 眼鏡CM撮影スタジオ出演女優：星野晶子
- ミニスクーターバイクCM撮影監督：大林宣彦
- ミニスクーターバイクCM撮影現場の女優：泉じゅん
- 古美術商の主人：藤木悠
- スペイン外語学校のフロント事務員：長沢大
- ローラ（赫い髪の少女）：宮井えりな
- スタイリスト事務所「オフィス・ジュリア」のスタッフ：千うらら
- スタイリスト事務所「オフィス・ジュリア」の事務担当ミキ：香野なつみ
- 山田（スペイン外語学校の生徒）：小林まさひろ

## スタッフ
- 監督：小谷承靖
- 製作：堀威夫（ホリプロダクション）、笹井英男
- 脚本：藤田敏八、小林竜雄
- 原案：中川美知子
- 音楽：広瀬健次郎
- 撮影：萩原憲治
- 編集：井上治
- 製作補：金沢博
- 美術：坂口岳玄
- 照明：川島春雄
- 録音：福島信雅
- 色彩計測：米田実
- スチール：蒔田研一
- 助監督：中川好久
- スペイン語訳：渡辺暎子
- 制作担当：岩上昭彦、倉内延幸、武田益良夫（在マドリッド）
- 現像：東洋現像所
- 衣裳協力：(株)ミス・タカオ
- 協力：カシオ計算機、スイス航空、イベリア航空
- 製作プロダクション：ホリ企画制作
- 主題歌：「WHITE LOVE -ホワイト・ラブ-」 EYES（ポリドールレコード DR-6352）

（作詞：尾関昌也、作曲：尾関裕司）※当時ホリプロ所属

## ロケ地
- 皀角坂（さいかちざか） - 東京都千代田区神田駿河台 - スペイン語学校周辺の坂道
- マドリード郊外セゴビア市街 -  スペインロケ地
- 御茶ノ水界隈、お茶の水橋 - 上村忍と山野辺健が待ち合わせした場所
- 骨董通り神通ビル（2022年10月取り壊し、南青山6丁目、高樹町交差点界隈） - CMに使う壺を借りた骨董屋。山野辺健らが車を駆る他のシーンでは、界隈の高樹町交差点も使用
- 東京・赤坂2丁目周辺 （ホテルシャンティ赤坂前） - 山野辺健がミッキー安田と外人女性たちを送迎するホテル前
- 原宿裏通り（東京都渋谷区神宮前4丁目） - 忍が務めるスタイリスト事務所・オフィスジュリアがあるビル
- 六本木3丁目 - 山野辺健のアパートがある所

## 併映作品
『トラブルマン 笑うと殺すゾ』
- 東宝映画作品。監督：山下賢章。主演：河島英五、財津一郎、多岐川裕美、沖雅也、田中邦衛。